# Niños Héroes, Cintalapa
Niños Héroes är en ort i Mexiko.   Den ligger i kommunen Cintalapa och delstaten Chiapas, i den sydöstra delen av landet, 600 km sydost om huvudstaden Mexico City. Niños Héroes ligger 728 meter över havet och antalet invånare är 104.
Terrängen runt Niños Héroes är huvudsakligen kuperad, men åt nordost är den platt. Runt Niños Héroes är det ganska glesbefolkat, med 48 invånare per kvadratkilometer. I omgivningarna runt Niños Héroes växer huvudsakligen savannskog.